# Cladius difformis
Cladius difformis är en stekelart som först beskrevs av Georg Wolfgang Franz Panzer.  Cladius difformis ingår i släktet Cladius och familjen bladsteklar. Inga underarter finns listade i Catalogue of Life.